# Wólka Szczecka
Wólka Szczecka (prononciation : [ˈvulka ˈʂt͡ʂɛt͡ska]) est un village polonais de la gmina de Gościeradów dans le powiat de Kraśnik de la voïvodie de Lublin dans l'est de la Pologne.
Il se situe à environ 25 kilomètres au sud-ouest de Kraśnik (siège du powiat) et 68 kilomètres au sud-ouest de Lublin (capitale de la voïvodie).
Le village compte approximativement une population de 170 habitants.

## Histoire
De 1975 à 1998, le village est attaché administrativement à la voïvodie de Tarnobrzeg.

Depuis 1999, il fait partie de la voïvodie de Lublin.